# Mark Dickson
Mark Dickson (n, 8 de diciembre de 1959 en Tampa, Florida, Estados Unidos) es un jugador de tenis estadounidense. En su carrera ha conquistado 6 torneos ATP y su mejor posición en el ranking de individuales fue n.º 32 en marzo de 1985 y en el de dobles fue n.º 23 en septiembre de 1983. También es recordado por haber llegado a los cuartos de final del US Open de 1983.